# Єврейське кладовище (Жори)
Єврейське кладовище (пол. Cmentarz żydowski) — єврейське кладовище що знаходиться в місті Жорах, Сілезького воєводства. Некрополь має державний охоронний статус «Парк культури».

## Історія
Закладене в 1814 році, є найстарішим кладовищем міста. Займає територію 0,58 га. Огороджене муром та сіткою. В 1945 році під час військових дій був зруйнований будинок для проведення поховальних обрядів, збудований у 1837 році. Будівля залишалась в руїнах, поки її не розібрали в 60-х роках. В 1985 році була проведена інвентаризація поховань, після якої проводились технічні роботи з реставрації некрополя. Повторна інвентаризація відбулась у 1994 році. В 2004 році некрополь отримав державний охоронний статус «Парк культури». Станом на 2015 рік на кладовищі знаходяться 130 надмогильних плит. На території кладовища також знаходяться 59 двохсотрічних дерев, взятих під охорону.

## Літератутра
- Przemysław Burchard: Pamiątki i zabytki kultury żydowskiej w Polsce. Warszawa: 1990, стр. 194—195.
- Klaus-Dieter Alicke: Lexikon der jüdischen Gemeinden im deutschen Sprachraum. 3 Bände. Gütersloher Verlagshaus, Gütersloh 2008, ISBN 978-3-579-08035-2